# Bus-lès-Artois
Bus-lès-Artois (picardisch: Beu-lès-Artoé) ist eine nordfranzösische Gemeinde mit 137 Einwohnern (Stand 1. Januar 2022) im Département Somme in der Region Hauts-de-France. Die Gemeinde gehört zum Kanton Albert und ist Teil der Communauté de communes du Pays du Coquelicot.

## Geographie
Die Gemeinde liegt an der Départementsstraße 176 zwischen Thièvre im Westen und Mailly-Maillet im Osten rund vier Kilometer nördlich von Acheux-en-Amiénois.

## Geschichte
Der 1168 unter dem Namen Bosci erstmals erwähnte Ort erhielt als Auszeichnung das Croix de guerre 1914–1918.

## Einwohner
| 1962 | 1968 | 1975 | 1982 | 1990 | 1999 | 2006 | 2010 |
| ---- | ---- | ---- | ---- | ---- | ---- | ---- | ---- |
| 214  | 193  | 158  | 135  | 135  | 146  | 144  | 147  |

## Verwaltung
Bürgermeister (maire) ist seit 2001 Philippe Rouvillain.

## Sehenswürdigkeiten
- Die 1804 nach einem Brand restaurierte Kirche Saint-Pierre mit gotischen Bauteilen aus dem 15. Jahrhundert.
- Das auf das Mittelalter zurückgehende, 1848 umgebaute Schloss mit Kapelle.
- Denkmal der Stadt Leeds für die Aufnahme der Soldaten im Ersten Weltkrieg.
- Der britische Soldatenfriedhof.